# Agafia Constantin
Agafia Orlov-Buhaev-Constantin (Mila 23, 19 de abril de 1955) es una deportista rumana que compitió en piragüismo en la modalidad de aguas tranquilas.
Participó en tres Juegos Olímpicos de Verano entre los años 1976 y 1984, obteniendo una medalla de oro en la edición de Los Ángeles 1984 en la prueba de K4 500 m. Ganó ocho medallas en el Campeonato Mundial de Piragüismo entre los años 1974 y 1983.

## Palmarés internacional
| Juegos Olímpicos   | Juegos Olímpicos             | Juegos Olímpicos  | Juegos Olímpicos |
| Año                | Lugar                        | Medalla           | Competición      |
| ------------------ | ---------------------------- | ----------------- | ---------------- |
| 1984               | Los Ángeles (Estados Unidos) | Medalla de oro    | K4 500 m         |
| Campeonato Mundial |                              |                   |                  |
| Año                | Lugar                        | Medalla           | Competición      |
| 1974               | Ciudad de México (México)    | Medalla de bronce | K4 500 m         |
| 1977               | Sofía (Bulgaria)             | Medalla de plata  | K2 500 m         |
| 1978               | Belgrado (Yugoslavia)        | Medalla de bronce | K2 500 m         |
| 1978               | Belgrado (Yugoslavia)        | Medalla de bronce | K4 500 m         |
| 1979               | Duisburgo (RFA)              | Medalla de bronce | K2 500 m         |
| 1979               | Duisburgo (RFA)              | Medalla de bronce | K4 500 m         |
| 1981               | Nottingham (Reino Unido)     | Medalla de bronce | K2 500 m         |
| 1983               | Tampere (Finlandia)          | Medalla de bronce | K4 500 m         |